# John R. Riordan
John Richard Riordan OC (* 2. September 1943 in St. Stephen, New Brunswick) ist ein kanadischer Biochemiker, der über Mukoviszidose (Zystische Fibrose) forscht.

## Leben
Riordan erwarb 1966 seinen Bachelor-Abschluss an der University of Toronto, an der er 1970 in Biochemie promoviert wurde. 1970 bis 1973 war er am Max-Planck-Institut für Biophysik in Frankfurt am Main. Ab 1974 war er Professor an der Universität Toronto. Er ist Professor an der University of North Carolina at Chapel Hill und war Gastwissenschaftler an der Salhgrenska Akademie (deren Ehrendoktor er ist) und Universität Göteborg.
Riordan entdeckte mit Kollegen 1989 das Gen des Proteins CFTR (Cystic Fibrosis Transmembrane Conductance Regulator), das bei zystischer Fibrose defekt ist.  Er erforschte in den folgenden Jahren auch dessen Funktion als Chloridkanal und seine Rolle bei der Regulation anderer Ionenkanäle.
1992 erhielt er den Gairdner Foundation International Award.